# Ray Romano

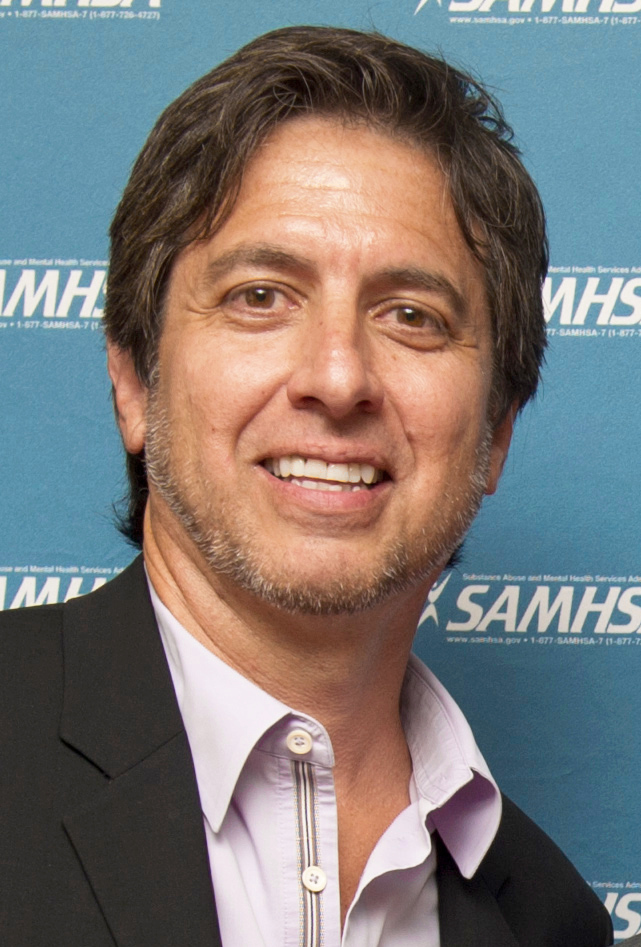
Ray Romano (2014)

Raymond Albert „Ray“ Romano (* 21. Dezember 1957 in Queens, New York) ist ein US-amerikanischer Schauspieler und Komiker italienischer Abstammung.

## Leben
Vor seinem Einstieg ins Showgeschäft plante Romano zunächst, Buchhalter zu werden. 
Romano wurde in Deutschland vor allem durch seine Darstellung der Titelrolle in der von ihm mitproduzierten Fernsehserie Alle lieben Raymond bekannt, mit der er 2004 mit einem Jahresgehalt von fünfzig Millionen US-Dollar zum bis dahin bestbezahlten Fernsehschauspieler aufstieg. Romano hatte auch Gastauftritte in der Sitcom King of Queens. Zudem trat er bei den Simpsons als Homer Simpsons bester Freund auf.
Romano ist seit 1987 mit Anna Scarpulla verheiratet; das Paar hat vier Kinder, darunter ein Zwillingspaar. Mit dem Schauspieler Larry Romano ist er nicht verwandt. 
Er engagiert sich für die New Yorker Polizei, bei der sein Bruder den Rang eines Sergeants bekleidet. Romano trat im Jahr 2000 in einer Sonderausgabe der Quizsendung Who Wants to Be a Millionaire? auf, seinen Gewinn von 125.000 US-Dollar spendete er der Abteilung für Drogenaufklärung bei der New Yorker Polizei. 2001 war er zusammen mit seinem Bruder auf einem Werbeplakat zur Anwerbung von Rekruten für die Polizei abgebildet.
Im Jahr 2008 spielte Romano bei der World Series of Poker mit, bei der er den 39. Platz belegte.

## Filmografie
Als Schauspieler
- 1995–1997: Dr. Katz, Professional Therapist (Fernsehserie, 7 Episoden, Stimme)
- 1996–2005: Alle lieben Raymond (Everybody Loves Raymond, Fernsehserie,  Episoden)
- 1997: Cosby (Fernsehserie, Episode 2x10)
- 1998–1999, 2005: King of Queens (The King of Queens, Fernsehserie, 4 Episoden)
- 1998: Die Nanny (The Nanny, Fernsehserie, Episode 5x18)
- 1999: Becker (Fernsehserie, Episode 1x20)
- 2002: Ice Age (Synchronstimme von Manfred)
- 2002: All That
- 2002: Jerry Seinfeld: Comedian (Dokumentarfilm)
- 2004: Willkommen in Mooseport (Welcome to Mooseport)
- 2004: Eulogy – Letzte Worte (Eulogy)
- 2004: 95 Miles to Go
- 2005: Die Simpsons (The Simpsons, Fernsehserie, Episode 16x16, Stimme)
- 2006: Verbraten und Verkauft (Grilled)
- 2006: Ice Age 2 – Jetzt taut’s (Ice Age: The Meltdown, Synchronstimme von Manfred)
- 2007: The Grand
- 2007: Ehe ist… (Til Death, Fernsehserie, Episode 1x16)
- 2007: The Knights of Prosperity (Fernsehserie, Episode 1x09)
- 2007: Hannah Montana (Fernsehserie, Episode 2x29)
- 2008: The Last Word
- 2009: Sesamstraße (Fernsehserie)
- 2009: Ice Age 3 – Die Dinosaurier sind los (Ice Age: Dawn of the Dinosaurs, Synchronstimme von Manfred)
- 2009: Wie das Leben so spielt (Funny People)
- 2009–2011: Men of a Certain Age (Fernsehserie, 22 Episoden)
- 2011: Ein Cosmo & Wanda Movie: Werd’ erwachsen Timmy Turner! (A Fairly Odd Movie: Grow Up, Timmy Turner!, Fernsehfilm)
- 2011: Das Büro (The Office, Fernsehserie, Episode 7x24)
- 2011: The Middle (Fernsehserie, Episoden 3x01–3x02)
- 2012: Ice Age 4 – Voll verschoben (Ice Age: Continental Drift, Synchronstimme von Manfred)
- 2012–2015: Parenthood (Fernsehserie, 44 Episoden)
- 2014: Rob the Mob – Mafia ausrauben für Anfänger (Rob the Mob)
- 2016: Vinyl (Fernsehserie, 10 Episoden)
- 2016: Ice Age 5 – Kollision voraus! (Ice Age: Collision Course, Stimme im Original von Manfred)
- 2016: Kevin Can Wait (Fernsehserie, Episode 1x06)
- 2017: The Big Sick
- 2017–2019: Get Shorty (Fernsehserie, 27 Episoden)
- 2019: Paddleton
- 2019: Bad Education
- 2019: The Irishman
- 2024: To the Moon (Fly Me to the Moon)
- 2024: No Good Deed (Fernsehserie, 8 Episoden)
- 2025: The Best You Can

## Deutsche Synchronstimme
In den deutschen Fassungen wird Romano überwiegend von Tobias Meister synchronisiert, welcher ihn auch in Alle lieben Raymond gesprochen hat. In den Ice-Age-Filmen ist Arne Elsholtz und später Thomas Nero Wolff die deutsche Synchronstimme.

## Auszeichnungen
| Jahr                                    | Kategorie                                                | Für                                      | Resultat  |
| Emmy                                    | Emmy                                                     | Emmy                                     | Emmy      |
| --------------------------------------- | -------------------------------------------------------- | ---------------------------------------- | --------- |
| 1999                                    | Hervorragender Hauptdarsteller in einer Comedy-Serie     | Alle lieben Raymond                      | Nominiert |
| 2000                                    | Hervorragender Hauptdarsteller in einer Comedy-Serie     | Alle lieben Raymond                      | Nominiert |
| 2000                                    | Hervorragendes Drehbuch für eine Comedy-Serie            | Alle lieben Raymond mit Philip Rosenthal | Gewonnen  |
| 2002                                    | Hervorragender Hauptdarsteller in einer Comedy-Serie     | Alle lieben Raymond                      | Gewonnen  |
| 2005                                    | Hervorragender Hauptdarsteller in einer Comedy-Serie     | Alle lieben Raymond                      | Nominiert |
| Screen Actors Guild                     |                                                          |                                          |           |
| 1999                                    | Bester Darsteller in einer Fernsehserie – Komödie        | Alle lieben Raymond                      | Nominiert |
| 2001                                    | Bester Darsteller in einer Fernsehserie – Komödie        | Alle lieben Raymond                      | Nominiert |
| 2002                                    | Bester Darsteller in einer Fernsehserie – Komödie        | Alle lieben Raymond                      | Nominiert |
| Golden Globe Award                      |                                                          |                                          |           |
| 2000                                    | Bester Serien-Hauptdarsteller – Komödie                  | Alle lieben Raymond                      | Nominiert |
| 2001                                    | Bester Serien-Hauptdarsteller – Komödie                  | Alle lieben Raymond                      | Nominiert |
| People’s Choice Award                   |                                                          |                                          |           |
| 2002                                    | Lieblings Männlicher Fernsehschauspieler                 | Alle lieben Raymond mit Kelsey Grammer   | Gewonnen  |
| 2003                                    | Lieblings Männlicher Fernsehschauspieler                 | Alle lieben Raymond                      | Gewonnen  |
| 2004                                    | Lieblings Männlicher Fernsehschauspieler                 | Alle lieben Raymond                      | Gewonnen  |
| 2006                                    | Lieblings Männlicher Fernsehschauspieler                 | Alle lieben Raymond                      | Gewonnen  |
| Nickelodeon Kids’ Choice Awards         |                                                          |                                          |           |
| 2003                                    | Lieblingsstimme in einem Animationsfilm                  | Ice Age                                  | Nominiert |
| Hollywood Foreign Press Association     |                                                          |                                          |           |
| 2002                                    | Beste Performance von einem Fernsehschauspieler          | Alle lieben Raymond                      | Gewonnen  |
| American Film Institute                 |                                                          |                                          |           |
| 2001                                    | Bester Männlicher Fernsehschauspieler                    | Alle lieben Raymond                      | Gewonnen  |
| 2002                                    | Männlicher Schauspieler des Jahres (einer TV-Serie)      | Alle lieben Raymond                      | Nominiert |
| Academy of Television Arts and Sciences |                                                          |                                          |           |
| 2005                                    | Bestes Drehbuch für eine Comedy-Serie                    | Alle lieben Raymond                      | Gewonnen  |
| 2005                                    | Bester Hauptdarsteller in einer Comedy-Serie             | Alle lieben Raymond                      | Gewonnen  |
| American Comedy Awards                  |                                                          |                                          |           |
| 2002                                    | Lustigster männlicher Darsteller in einer Fernsehsendung | Alle lieben Raymond                      | Gewonnen  |

### Autor
- 1996–2005: Alle lieben Raymond